# Intercomunicante

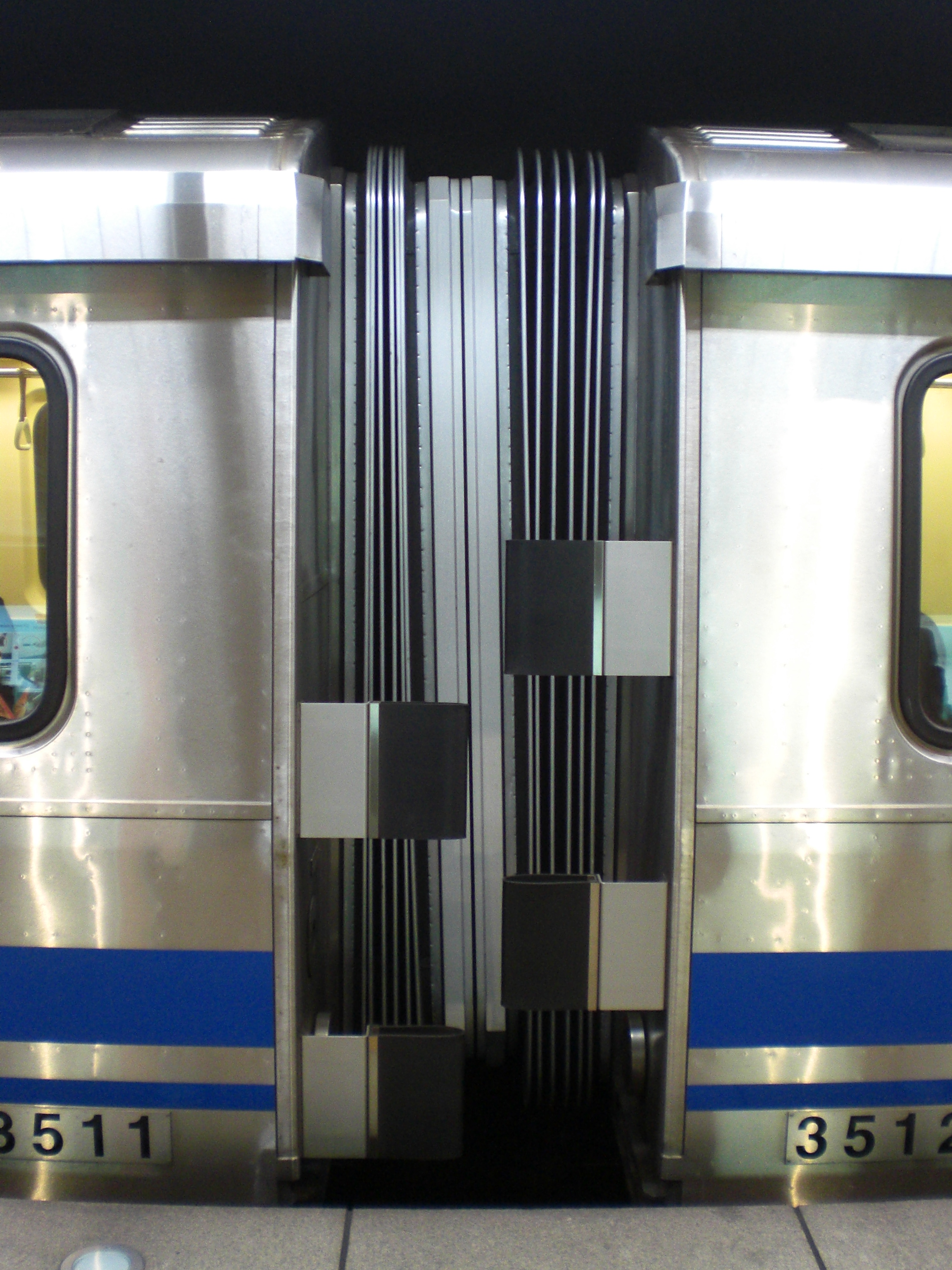
L'esterno di un intercomunicante

In ambito ferroviario con intercomunicante si intende il passaggio, solitamente protetto dagli agenti atmosferici, che consente il trasferimento dei passeggeri tra le varie carrozze senza che gli stessi possano correre pericoli di caduta.

## Storia

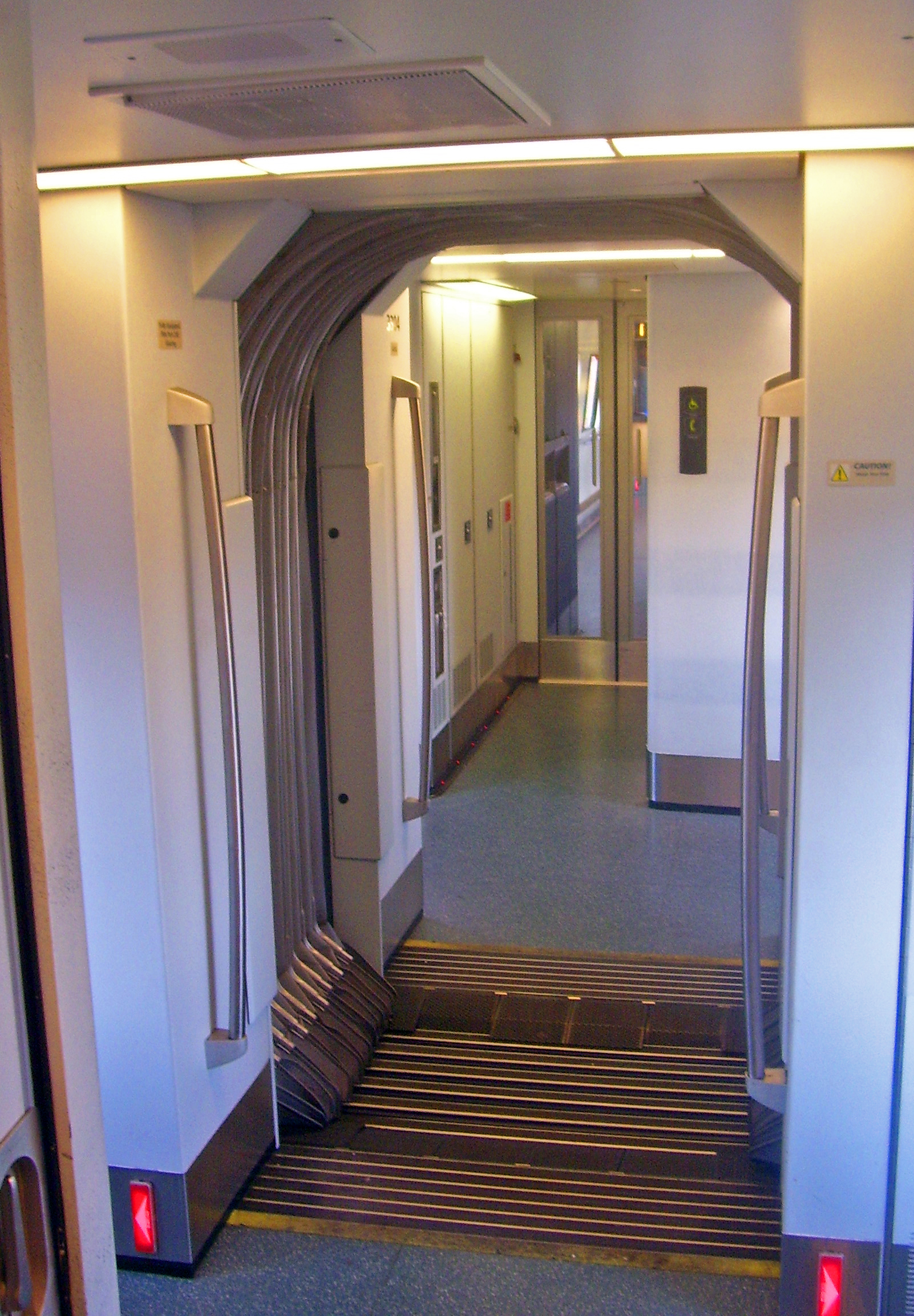
Vista interna di un intercomunicante

Se i primissimi treni erano composti da carrozze ferroviarie completamente separate le une dalle altre, ben presto si avvertì la necessità di consentire il passaggio lungo il treno in movimento da parte del personale e vennero predisposte delle passerelle sporgenti alle estremità dei vagoni per superare i meccanismi di accoppiamento delle vetture. Inizialmente questi passaggi erano piuttosto pericolosi, mancando delle protezioni efficaci dalle cadute, ma già alla fine del XIX secolo erano stati presentati dei brevetti di intercomunicante coperto e che poteva essere utilizzato anche dai passeggeri.
L'innovazione, inizialmente in uso soprattutto su treni di lusso, consentì lo sviluppo di carrozze ferroviarie specifiche, come quelle ristorante, che ora erano comodamente raggiungibili dai passeggeri anche durante il viaggio.